# Manlleu
Manlleu ist eine Gemeinde im Nordosten Spaniens.

## Geographie
Manlleu liegt in der Provinz Barcelona in der Autonomen Gemeinschaft Katalonien am Ufer des Flusses Ter.
Nachbargemeinden von Manlleu sind Gurb, Les Masies de Roda, Les Masies de Voltregà, Santa Maria de Corcó-L’Esquirol und Torelló.

## Geschichte
1853 gründeten die Familien Llanas, Comella und Pericas die erste mit Wasserkraft betriebene Textilfabrik.

## Sehenswürdigkeiten
- romanische Kirche Santa Maria
- Kirche Sant Julià de Vilamirosa

## Museen
- Museu Industrial del Ter
- Museu municipal